# Borosznófürdő
Borosznófürdő (szlovákul: Brusno-kúpele) Borosznó településrésze Szlovákiában, a Besztercebányai kerületben, a Besztercebányai járásban.

## Fekvése
Besztercebányától 20 km-re északkeletre, a Garam bal oldalán, gyönyörű környezetben fekszik. Klimatikus gyógyhely 424 m magasságban a Szlovák Érchegység keskeny völgyében. Borosznó délkeleti nyúlványát alkotja.

## Története
A gyógyhely a 19. század eleje óta közismert. Vizét először J. Wágner analizálta 1839-ben. Az 1850-es években építették ki, majd a század második felében újabb fürdőépületekkel bővült. A fürdő hat, 16-20 °C-os melegvizű ásványvíz forrásból táplálkozik, melyek 2 liter/másodperc sebességgel törnek a felszínre. Közülük kettő: a Ludvik és Paula nevű alkalmas különösen a gyógykúrára. 1910-ben Borosznónak 769, túlnyomórészt szlovák lakosa volt. A trianoni diktátumig területe Zólyom vármegye Breznóbányai járásához tartozott.

## Nevezetességei
Szénsavas vizű gyógyfürdője emésztőszervi bántalmakat gyógyít. A központi fürdőépület az 1850-es években épült, ekkor alakították ki a fürdőt övező szép parkot is. 1900 és 1910 között szecessziós stílusban építették át. Két további fürdőháza a 19. század második felében, egy pedig 1924-ben épült.

## Lásd még
- Borosznó
- Garamszentandrás